# Demófilo de Tespias
Demófilo (muerto en 480 a. C.) fue un general de Tespias y el hijo de Diadromes. Llevó un contingente de unos 700 tespios en la batalla de las Termópilas en el 480 a. C., contra los persas. Los historiadores han llegado a la conclusión de que para dirigir al contingente enviado de tespios, debió de ser un ciudadano prominente en la ciudad. Con él fueron enviados para ayudar en la batalla a 'Xenokratidis, Protokreontas y Ditirambo de Armatidi. Este último se distinguió por su valentía en la batalla.
Heródoto menciona la decisión de los guerreros tespios, de morir voluntariamente en las Termópilas, con el rey Leónidas y sus hombres. En particular su trabajo sobre la Historia, Capítulo H, párrafo 222 dice:

En griego clásico: «ΟΙ ΜΕΝ ΜΥΝ ΣΥΜΜΑΧΟΙ ΟΙ ΑΠΟΜΠΕΜΠΟΜΕΝΟΙ ΟΙΧΟΝΤΟ ΤΕ ΑΠΙΟΝΤΕΣ ΚΑΙ ΕΠΙΘΟΝΤΟ ΛΕΩΝΙΔΗ, ΘΕΣΠΙΕΕΣ ΔΕ ΚΑΙ ΘΗΒΑΙΟΙ ΚΑΤΕΜΕΙΝΑΝ ΜΟΥΝΟΙ ΠΑΡΑ ΛΑΚΕΔΑΙΜΟΝΙΟΙΣΙ. ΤΟΥΤΩΝ ΔΕ ΘΗΒΑΙΟΙ ΜΕΝ ΑΕΚΟΥΝΤΕΣ ΕΜΕΝΟΝ ΚΑΙ ΟΥ ΒΟΥΛΟΜΕΝΟΙ (ΚΑΤΕΙΧΕ ΓΑΡ ΣΦΕΑΣ ΛΕΩΝΙΔΗΣ ΕΝ ΟΜΗΡΩΝ ΛΟΓΩ ΠΟΙΕΥΜΕΝΟΣ), ΘΕΣΠΙΕΕΣ ΣΕ ΕΚΟΝΤΕΣ ΜΑΛΙΣΤΑ, ΟΙ ΟΥΚ ΕΦΑΣΑΝ ΑΠΟΛΙΠΟΝΤΕΣ ΛΕΩΝΙΔΗΝ ΚΑΙ ΤΟΥΣ ΜΕΤ' ΑΥΤΟΥ ΑΠΑΛΑΞΕΣΘΑΙ, ΑΛΛΑ ΚΑΤΑΜΕΙΝΑΝΤΕΣ ΣΥΝΑΠΕΘΑΝΟΝ. ΕΣΤΡΑΤΗΓΕΕ ΔΕ ΑΥΤΩΝ ΔΗΜΟΦΙΛΟΣ ΔΙΑΔΡΟΜΕΩ.

Que traducido es: 

Los aliados de la izquierda obedecen las órdenes de Leónidas, pero se mantuvieron en el lado de los lacedemonios sólo tespios y tebanos. Los tespios se mostraban renuentes a dejar a Leónidas y sus compañeros solos. Se quedaron con el líder y se sacrificaron juntos por la libertad”.

En 1997 el gobierno de Grecia inauguró un monumento dedicado a los 700 tespios que lucharon hasta el final con los espartanos. El monumento está erigido sobre una piedra de mármol, y consiste en una estatua de bronce que simboliza al dios Eros, quien era adorado en la antigua Tespias. Bajo la estatua se puede leer en un letrero la leyenda "En memoria de los setecientos tespios".
Una placa bajo la estatua explica su simbolismo:
- El hombre sin cabeza simboliza el sacrificio anónimo de los 700 tespios a su país.
- El pecho estirado simboliza la lucha, la galantería, la fuerza, la valentía y el coraje.
- El ala en posición abierta simboliza la victoria, la gloria, el alma, el espíritu y la libertad.
- El ala rota simboliza el sacrificio voluntario y la muerte.
- El cuerpo desnudo simboliza al dios Eros, el más importante para los antiguos tespios, el dios de la creación, la belleza y la vida.